# Pintheville
Pintheville – miejscowość i gmina we Francji, w regionie Grand Est, w departamencie Moza.
Według danych na rok 1990 gminę zamieszkiwało 55 osób, a gęstość zaludnienia wynosiła 11 osób/km² (wśród 2335 gmin Lotaryngii Pintheville plasuje się na 990. miejscu pod względem liczby ludności, natomiast pod względem powierzchni na miejscu 1011.).